# Cattedrale di Nostra Signora di Guadalupe (Sucre)
La cattedrale di Nostra Signora di Guadalupe è la chiesa cattedrale dell'arcidiocesi di Sucre, si trova nella città di Sucre, in Bolivia, in piazza 25 maggio.

## Storia
La costruzione della cattedrale ha avuto inizio nel 1551 ed è proseguita per quasi un secolo dopo diverse ricostruzioni ed ampliamenti fino al 1712. L'edificio che si compone di tre navate combina vari stili architettonici, come diretta conseguenza del lungo periodo di tempo impiegato per il completamento dell'edificio. In particolare è possibile trovare insieme elementi architettonici del Rinascimento e del Barocco. 
La porta di fronte alla piazza 25 maggio e la porta principale sono entrambe in pietra ed in stile barocco. La torre, anch'essa progettata in stile barocco, è composta di tre parti, la più alta delle quali è una piramide. Infine i balconi sono decorati con statue degli apostoli e degli evangelisti, mentre l'orologio, che funziona ancora, è stato costruito a Londra nel 1722.
La chiesa ospita anche, in un'apposita sezione, un museo di arte sacra tra i più importanti della Bolivia, ricco di arte religiosa del periodo coloniale.
Accanto alla cattedrale si trova la cappella della Vergine di Guadalupe, risalente al 1617, che custodisce l'immagine della Madonna di Guadalupe, patrona di Sucre, dipinta da Fray Diego de Ocaña nel 1601.